# 四号街站
四号街站位于辽宁省沈阳市铁西区，是沈阳地铁1号线的车站，于2010年9月27日随一号线开通而启用，车站名称来源于主体结构西侧的道路四号街（但实际上，三号街才是距离本站更近的道路）。

## 车站结构
本站位于开发大路与三号街路口处东侧，沿开发大路呈东西走向布置，车站形式为地下单层侧式车站，B1层设置站厅和两个地下侧式站台，两个站台之间以设在轨道上方的站内过轨通道相连接。

### 月台配置
本站设有两个侧式月台，列车进站时会使用右侧车门。
开往十三号街方向的列车由本站开始将会打开右侧车门，而开往双马或东大营街方向的列车将在本站出站后改变开门方向。

## 车站楼层
| 1层               | 出入口   | 出入口 |
| 穿堂层            | 换向通道 | 换向通道 |
| B1层              | 站厅     | 乘客服务中心、自动售票机、自动售货机、安检                                                                                            |
| B1层              | 站台     | \| 側式 · 開右邊车门 \| \| \| \| \| \| █ 1号线往十三号街（七号街） \| \| \| \| █ 1号线往双马（张士） \| \| 側式 · 開右邊车门 \| \| \| |
| 側式 · 開右邊车门 |          | |
|                   |          | █ 1号线往十三号街（七号街） |
|                   |          | █ 1号线往双马（张士） |
| 側式 · 開右邊车门 |          | |

### 车站出口
车站设置4个出入口，北侧站厅的A、B出入口位于开发大路北侧，南侧站厅的C、D出入口位于开发大路南侧，A、D出入口设置无障碍电梯。
本站分南北站厅，两站厅在非付费区互不联通，乘客需经付费区或站内设置在轨道上方的过轨通道来往两个站厅。
| 出口编号 | 出口指示     | 建议前往的目的地                               |
| -------- | ------------ | ---------------------------------------------- |
| 北侧站厅 |              |                                                |
| 出口 · A | 开发大路路北 | 美的时代城、一号街、招商曦城                   |
| 出口 · B | 开发大路路北 | 三号街北段、八号路                             |
| 南侧站厅 |              |                                                |
| 出口 · C | 开发大路路南 | 三号街南段、铁西海关、沈阳三生制药有限责任公司 |
| 出口 · D | 开发大路路南 | 开发大路、沈阳市奉天高级中学                   |

## 接驳交通
| 四号街地铁站（站位位于开发大路，西行站台B口旁，东行站台D口旁） \| 编号 \| 编号 \| 线路 \| 线路 \| 线路 \| 收费 \| 运营商 \| 备注 \| \| ---- \| ---- \| ------------------------ \| ---- \| ---------------- \| ---- \| -------- \| -------- \| \| \| 171 \| 二十一号路（工业大学西） \| ⇆ \| 花海路昆明湖街 \| 2元 \| 经纬巴士 \| \| \| \| 317 \| 长客西站公交枢纽 \| ⇆ \| 辽宁轨道交通学院 \| 2元 \| 经纬巴士 \| 定时班车 \| |      |                          |      |                  |      |          |          |
| 编号 | 编号 | 线路                     | 线路 | 线路             | 收费 | 运营商   | 备注     |
| | 171  | 二十一号路（工业大学西） | ⇆    | 花海路昆明湖街   | 2元  | 经纬巴士 |          |
| | 317  | 长客西站公交枢纽         | ⇆    | 辽宁轨道交通学院 | 2元  | 经纬巴士 | 定时班车 |

| 编号 | 编号 | 线路                     | 线路 | 线路             | 收费 | 运营商   | 备注     |
| ---- | ---- | ------------------------ | ---- | ---------------- | ---- | -------- | -------- |
|      | 171  | 二十一号路（工业大学西） | ⇆    | 花海路昆明湖街   | 2元  | 经纬巴士 |          |
|      | 317  | 长客西站公交枢纽         | ⇆    | 辽宁轨道交通学院 | 2元  | 经纬巴士 | 定时班车 |

| 编号 | 编号 | 线路             | 线路 | 线路             | 收费 | 运营商   | 备注     |
| ---- | ---- | ---------------- | ---- | ---------------- | ---- | -------- | -------- |
|      | 167  | 永盛水调歌城西   | ⇆    | 三号街纺织厂     | 2元  | 安运巴士 |          |
|      | 317  | 长客西站公交枢纽 | ⇆    | 辽宁轨道交通学院 | 2元  | 经纬巴士 | 定时班车 |

|-

## 利用状况
本站位于铁西区开发大路与三号街交汇口东侧，虽名为“四号街站”，但实际却距离四号街有一段距离。车站附近有私立属性的奉天高中，也有美的时代城、招商曦城等楼龄较新的楼盘，使得车站近年来的利用率不断上升。同时，由于本站是一号线进入经济技术开发区的第一站，也有部分乘客选择在本站接驳其它交通工具往来经开区其它地区。

## 历史
- 2010年9月27日 - 本站随1号线开通而启用。